# Nikita Šlejcher
Nikita Dmitrievič Šlejcher (in russo Никита Дмитриевич Шлейхер?; Stavropol', 10 giugno 1998) è un tuffatore russo.

## Palmarès
- Mondiali

Singapore 2025: argento nel sincro 10m.
- Europei di nuoto/tuffi

Londra 2016: bronzo nella piattaforma 10m, nel sincro 3m misti e nel sincro 10m misti.
Kiev 2017: argento nel sincro 10m.
Glasgow 2018: oro nel sincro 10m misto, argento nella piattaforma 10m.
Kiev 2019: oro nel sincro 10m e nel sincro 3m.
Budapest 2020: argento nel trampolino 3m e nel sincro 3m.
- Giochi europei

Baku 2015: oro nel trampolino 1m, argento nella piattaforma 10m.
- Europei giovanili

Graz 2012: oro nella piattaforma 10m.
Poznam 2013: argento nel trampolino 3m, bronzo nella piattaforma 10m.
- Universiadi

Taipei 2017: oro nel sincro 10 m e argento nel sincro 10 m misto.